# 那马河
那马河，位于中国云南省文山壮族苗族自治州富宁县，是剥隘河右岸支流，发源于富宁县花甲乡龙旺山西北，东北流至剥隘镇汇入剥隘河。干流河道长86.9千米，流域面积1112.8平方千米。